# HD146053
HD146053 — хімічно пекулярна зоря спектрального класу
A6 й має видиму зоряну величину в смузі V приблизно 10,4.